# Le Martyre des pèlerins et les funérailles de sainte Ursule
Le Martyre des pèlerins et les funérailles de sainte Ursule est un tableau de Vittore Carpaccio, signé et daté 1493 et conservé dans les Galeries de l'Académie de Venise. Il s'agit du quatrième épisode peint pour La Légende de sainte Ursule, déjà à la Scuola di Sant'Orsola à Venise. Du point de vue du développement de l'histoire, c'est le huitième et avant-dernier.

## La légende
Carpaccio a suivi une Passio selon laquelle la chrétienne Ursule, fille du roi de Bretagne, acceptait d'épouser un jeune prince anglais païen, à condition qu'il se convertisse et parte avec elle en pèlerinage à travers l'Europe. Les deux furent unis en mariage à Rome par le pape Cyriaque, qui les suivit lors du voyage de retour, au cours duquel les pèlerins débarquèrent à Cologne occupée par les Huns d'Attila, qui martyrisèrent Ursule, son époux, le pape et le 11 000 compagnes de la princesse.
La Passio reprend des événements réels, mais beaucoup de éléments narratifs ne sont pas plausibles : tout d'abord, il n'y a jamais eu de pape nommé Cyriaque, même s'il est possible que ce soit Siricius,  qui n'est pas mort martyr. Le mari de la princesse, identifiable au souverain britannique Conan Mériadec, après la célébration de leur mariage et la naissance de leur fils (figure absente de tous les textes hagiographiques) retourna avec ce dernier dans son pays natal, sans pour autant affronter une fin violente. Le nombre exact des compagnes vierges d'Ursule est inconnu ; il était certainement bien inférieur à onze mille (le malentendu provient soit d'une erreur de transcription où était indiqué le « martyre d'Ursule et de ses compagnes ad undecim milia », soit d'un endroit situé à onze milles de la ville de Cologne). Quant au roi Hun, il est impossible que ce soit Attila, étant donné qu'il est né en 395, l'année même de la mort de Conan ; plus vraisemblablement ce fut Melga, qui, avec le roi des Pictes, tua toutes le vierges. Le massacre n'aurait apparemment pas eu lieu uniquement à Cologne : des vierges auraient été tuées auparavant lors de leurs déplacements d'un royaume à l'autre, à l'époque où Conan travaillait à peupler son territoire en accord avec le père d'Ursule, qui lui avait envoyé un total de 72 000 vierges.
Il y a ceux qui accréditent une histoire complètement différente, selon laquelle Ursule et ses compagnes étaient des jeunes filles martyrisées sous Dioclétien, sur la base d'une ancienne épigraphe trouvée à Cologne.

## Style et description
La composition est divisée en deux parties par la colonne du premier plan, qui sépare la scène du martyre de celle solennellement composée des funérailles. La maîtrise de la perspective est complète et permet d'orchestrer, avec un balayage calibré, les deux épisodes qui apparaissent différents par leur décor et leur ton dramatique.
La signature de l'artiste et la date se trouvent sur un cartellino à la base de la colonne.

### Martyre

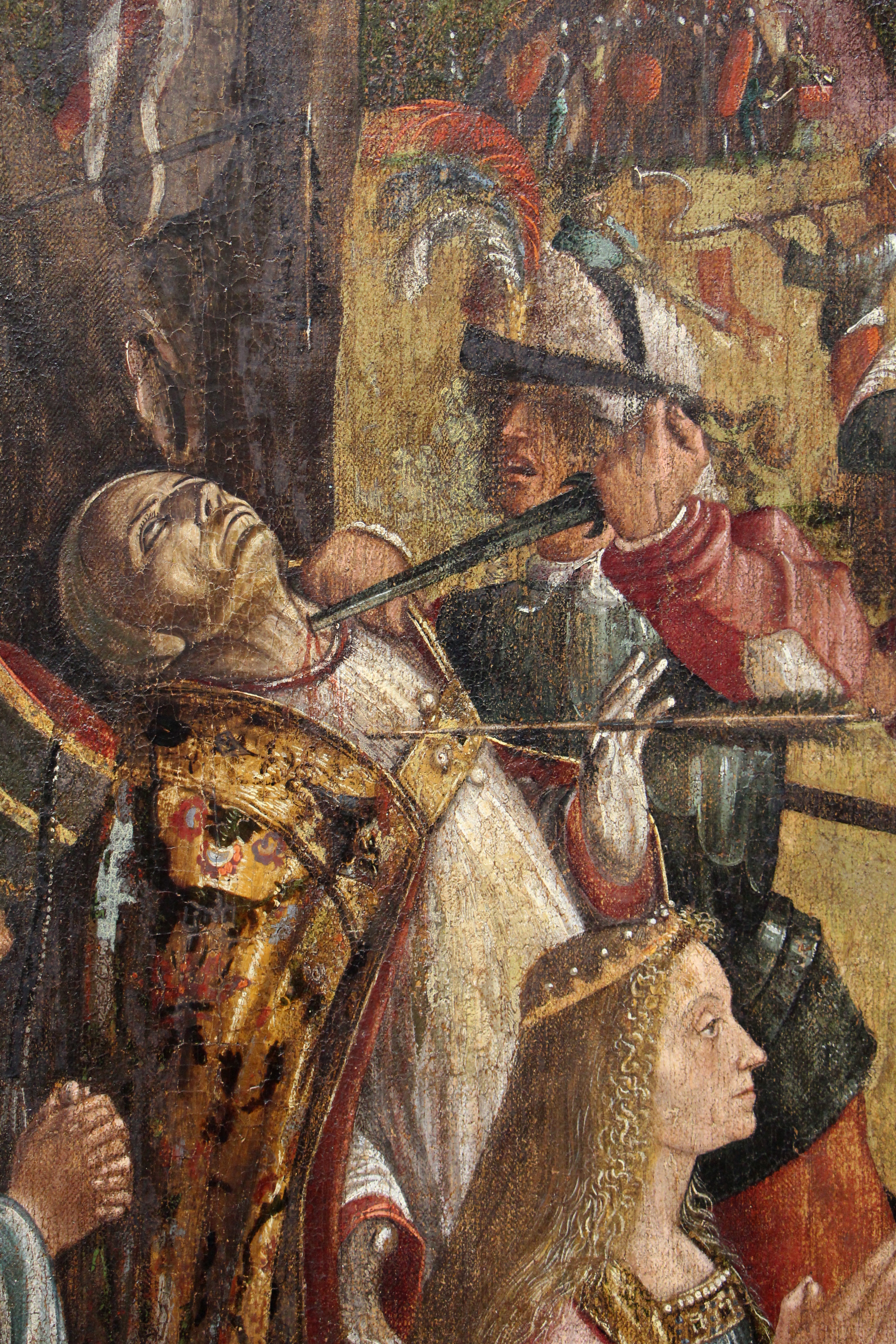
Détail avec sainte Ursule et le martyre du pape.

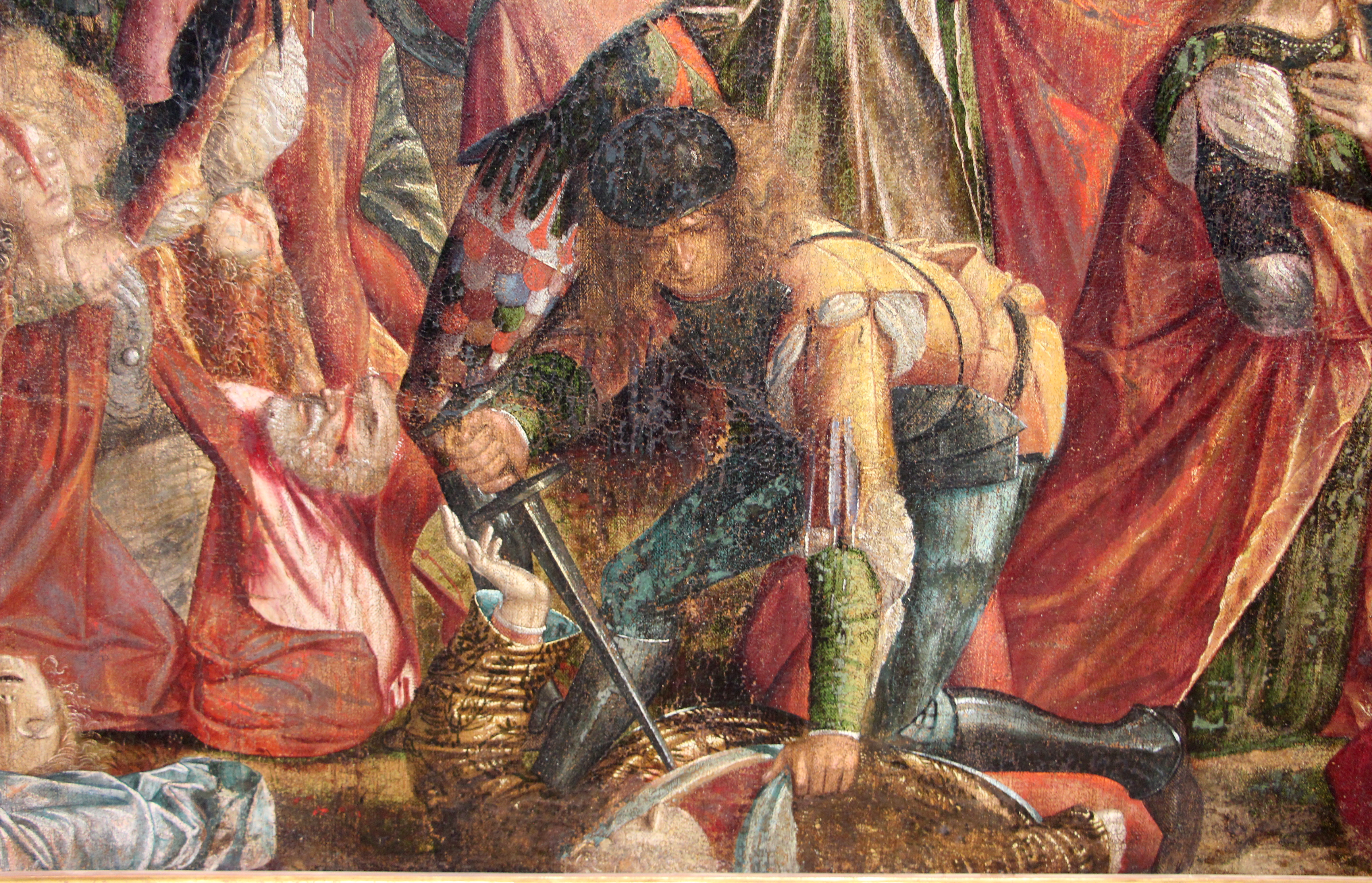
Détail avec le martyre du prince, au centre, et le massacre de son entourage, à gauche.

L'épisode de gauche, plus grand que l'autre, s'organise dans une clairière, où une rangée d'arbres montre la profondeur de la perspective, également suggérée par le profil boisé d'une longue colline sur laquelle se trouve un habitat avec des murs et des tours, une vision idéale de Cologne, qui ressemble à une ville de l'arrière-pays vénitien.
Les soldats huns tuent les pèlerins avec des épées, des flèches et des poignards. Au premier plan, Ursule est représentée avec la couronne, agenouillée et attendant sereinement le martyre, tandis qu'un archer blond devant elle, vêtu d'une manière particulièrement précieuse, tire l'arc avec lequel il va la tuer. À côté de la princesse, sous le premier arbre de la rangée, le pape est atteint par une fleche dans la poitrine et égorgé, et tombant la tête en arrière il perd sa tiare pontificale. Le prince, reconnaissable près Ursule par la couronne (bien que celle-ci soit seulement raccourcie) et le brillant robone qu'il portait également dans autres tableaux du cycle, est renversé par un Hun qui, ignorant ses supplications, perce son cœur avec la lame d'une épée: la réaction du jeune homme n'est certainement dictée par la terreur de la mort, mais implique plutôt une preuve extrême de son amour pour Ursule, qu'il voudrait justement encore défendre avec ses talents de guerrier. Deux vierges sont agenouillés parmi les princes en prière inspirée, tandis que derrière elles le massacre devient sauvage: un prélat chancelle après avoir été touché par une flèche au nez; une vierge est décapitée; une autre a le crâne fendu par un coup d'épée; une troisième est tirée par les cheveux alors qu'elle tente de s'échapper; la tête d'un adolescent, probablement l'un des écuyers du prince, séparée du torse, reste macabrement à l'envers tandis que le sang tombe sur le visage et asperge le sol jusqu'à atteindre la zone où son seigneur est assassiné. En regardant au loin, le spectateur peut presque croire que le massacre est sans fin.

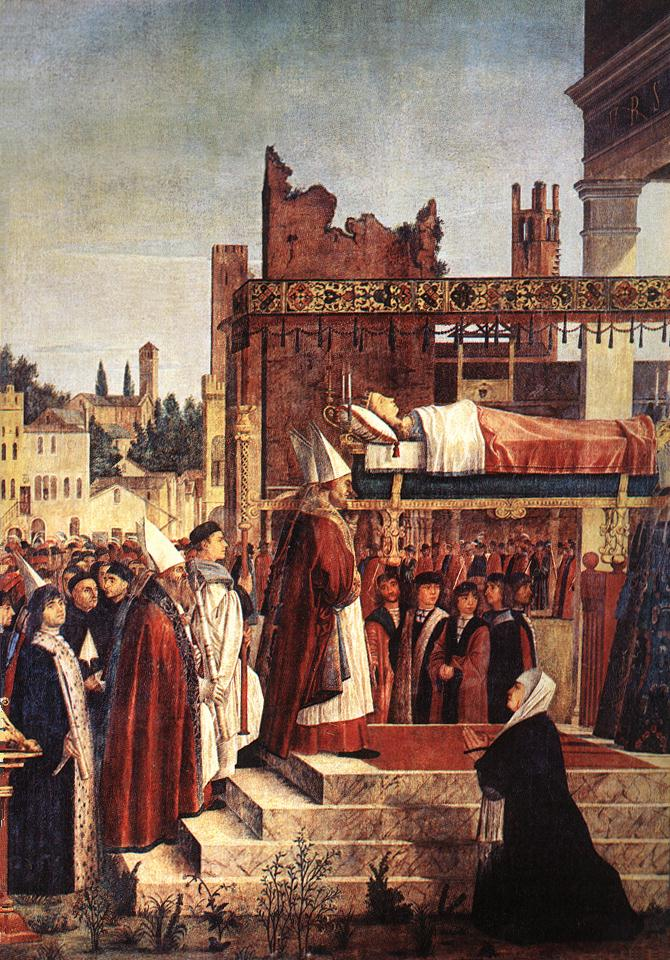
Détail des funérailles de sainte Ursule.

Au centre de toute la composition se trouve un soldat en train de dégainer son épée ; le beau contrepoint de la pose classique diffère par son réalisme physionomique et son acuité expressive du classicisme idéalisé du Pérugin, si en vogue à l'époque. Il y a aussi un trompettiste à cheval incitant au massacre. Près de la colonne se trouve le roi barbare, bien protégé par quelques soldats armés: il monte également un cheval. Les nombreuses bannières  des Huns sont placées selon un raccourci qui semble éprouver la profondeur spatiale ; ils, selon un procédé d'actualisation du thème sacré souhaité par le client, rappellent Mehmed II et ses armées de Ottomans, représentés comme des Huns mais « démasqués » par le soldat maure à l'entrée.
Dans cette partie de la toile chaque mouvement, même le plus décousu, est intégré à l'orchestration rythmique du tableau, notamment le jeu des lignes des armes blanches, conçues une à une pour être identifiées par la lumière.

### Funérailles
La scène funéraire est composée selon des sentiments de solennité, avec une procession calme qui avance silencieusement derrière le cercueil de la sainte, soutenu par quatre évêques et couvert d'un dais précieusement brodé. Ils entrent dans une sorte de mausolée, sur le fronton duquel est écrit « Ursula ».
Les portraits des personnages présents sont très précis, parmi lesquels se distingue la femme agenouillée à droite. En arrière-plan, on peut voir un panorama de la ville avec des ruines et des maisons aux formes typiquement vénitiennes.